# Привалов, Кирилл Борисович
Кири́лл Бори́сович Прива́лов (род. 20 марта 1954 года, Москва, СССР) — российский журналист-международник.
Также получил известность как религиовед, писатель, публицист, юморист.

## Биография
Родился 20 марта 1954 года в Москве в семье журналиста, писателя и сценариста Бориса Авксентьевича Привалова и переводчика и редактора Тамары Константиновны Приваловой-Соловых.
В 1971 году поступил в МГПИИЯ имени Мориса Тореза, но в 1973 году перевёлся на вечернее отделение факультета журналистики МГУ имени М. В. Ломоносова, которое окончил в 1977 году. Одновременно сотрудничал в многочисленных московских периодических изданиях.
В 1975—1977 годы — корреспондент газеты «Дружба» УДН имени Патриса Лумумбы.
С 1977 года — член Союза журналистов России (Союз журналистов СССР).
В 1977—1979 годы — корреспондент газеты «Социалистическая индустрия».
В 1979—1984 годы — специальный корреспондент журнала «Советский Союз».
В 1984—1986 годы — собственный корреспондент «Комсомольской правды» во Франции.
В 1986—1993 годы — собственный корреспондент «Литературной газеты» во Франции и Италии. С 2015 года — обозреватель «Литературной газеты».
В 1993—1998 годы — собственный корреспондент газеты «Российские вести» во Франции.
В 1998—2001 годы — представитель медиагруппы «Медиа-Мост» во Франции.
В 2001—2004 годы — собственный корреспондент во Франции журнала «Итоги» и газеты «Время новостей».
В 2004—2006 годы — политический обозреватель журнала «Итоги».
С 2005 года — обозреватель Радио России — Культура и Радио России (ВГТРК), ведущий авторских программ «Елисейские поля», «Французская эволюция», «На балу удачи», «Радиогурман» (последняя — совместно с известным журналистом и продюсером Леонидом Загальским).
В 2006 году — редактор отдела политики газеты «Известия».
В 2007 году — исполнительный продюсер Телерадиовещательной организации (ТРО) Союзного государства Беларуси и России.
В 2007—2014 годы — политический обозреватель журнала «Итоги».
С 2022 года  - главный редактор журнала "Русская мысль" (Париж).
Старший преподаватель кафедры зарубежной журналистики и литературы факультета журналистики МГУ имени М. В. Ломоносова.
Член Международного ПЕН-Клуба и Союза писателей Москвы.
Член Международной ассоциации журналистов, пишущих на французском языке.
Был представителем медиагруппы «Медиа-Мост» во Франции во время разработки проекта НТВ-Интернейшнл-RTVi (первое российское телевещание за рубежом). Разрабатывал и представлял в Париже в 2009—2010 гг. проект создания 2RF — первого российско-французского радио во Франции.
Более двадцати лет работал за рубежом в качестве собственного корреспондента крупных советских и российских изданий, прежде всего — во Франции, где сотрудничал с такими французскими изданиями, как «Эзоп», «Журналь дю диманш», «Леттера интернационале», «Котидьен», «Деба», «Политик интернасьональ», «Пари-матч», «Монд», а также вёл передачи на французском телевидении (М6, «Евроньюс», «Ля Сенк» и др.)
Автор сценариев документальных фильмов «Император русской парфюмерии» (Россия Культура, 2022), "Жить и работать только в России..." ( Россия Культура. 2023) и «Василий Хитрово: мягкая сила Российской империи» (ФОМА КИНО, 2024)..
Продюсер документальной картины о генерале де Голле «Шарль де Голль. Его Величество Президент» (Россия 1, 2011).

## Награды
- Медаль ордена «За заслуги перед Отечеством» II степени (30 декабря 2022 года) — за большой вклад в развитие отечественной культуры и искусства, многолетнюю плодотворную деятельность[14]
- Кавалер Ордена Искусств и литературы (Франция)[9]
- Кавалер Ордена «За заслуги» (Франция)[9]
- Почетное звание "Легенда российской журналистики" (2024)
- Золотое перо России (2009)[1][9]
- Премия «Радиомания» (Медиасоюз России)[9]
- Почётный знак Союза журналистов России «Честь. Достоинство. Профессионализм» (2006)[9]
- Почётный знак Союза журналистов России «Честь. Достоинство. Профессионализм» (2014)[9]
- Почётная грамота Федерального агентства по печати и массовым коммуникациям (2020)
- Почётная грамота Министерства цифрового развития, связи и массовых коммуникаций РФ (2020)
- Первое место в конкурсе Фестиваля журналистов «Вся Россия-2015» за спецпроект «Национальный атлас Подмосковья» в журнале «Подмосковье»[15]
- Специальный приз Центрального дома журналиста на II Московском фестивале — конкурсе «Поют журналисты России» (2015)[16]
- Медаль «Ренессанс франсез» за заслуги в области франкофонии (2016)[17]

## Семья
Жена — Лола Одинцова, филолог, радиожурналист.
Сын — Пётр.

## Книги
- Кирилл Привалов,. Криминология. История самых известных преступлений. — М.: АСТ, 2023. — 382 с. — 3000 экз. — ISBN 978-5-17-154824-7.
- Привалов К. Б. Секты: досье страха : [О деятельности мистич. сект США и Зап. Европы]. — М.: Политиздат, 1987. — 191 с. — 200 000 экз.
- Привалов К. Б. Совок в стране Миттерандии = Un Soviet au Pays de Tonton. — Париж: Робер Лаффон, 1991. — 5000 экз. — ISBN 2-221-07133-6.
- Привалов К. Б. Звёздные исповеди: 55 интервью со звёздами. — М.: Культурная революция, 2005. — 368 с. — 2500 экз. — ISBN 5-902764-04-1.
- Привалов К. Б. Русский экстрим. Саркастические заметки о национальном возвращении и выживании. — М.: Человек, 2008. — 303 с. — 2000 экз. — ISBN 978-5-903508-35-8.
- Привалов К. Б. Французская песня. Субъективная энциклопедия. — М.: Человек, 2014. — 488 с. — 1000 экз. — ISBN 978-5-906131-18-8.
- Евразия: новые горизонты интеграции.  Экономический очерк. — М.: Пресс-бук, 2015. — 128 с. — 1000 экз. — ISBN 978-5-89564-090-6.
- Привалов К. Б. Созидатель. Нурсултан Назарбаев: взгляд из России // Сборник очерков семи Золотых перьев России. — М.: Художественная литература, 2015. — 409 с. — 700 экз. — ISBN 978-5-280-03710-6.
- Privalov K. B. Bienvenue chez les Russes! = Добро пожаловать к русским!. — Paris: Macha Publishing[фр.], 2018. — ISBN 978-2-37437-030-9.
- Привалов К. Б. Многонациональное Подмосковье. — М.: СЛОН-ПО, 2018. — 128 с. — 1000 экз. — ISBN 978-5-00103-029-4.
- Привалов К. Б. Предшествие. — М.: Международные отношения, 2019. — 344 с. — 1000 экз. — ISBN 978-5-7133-1616-7.
- Kirill Privalov. Poison. = Яд. — Paris. Macha Publishing, 2020. — 389 с. ISBN 978-2-37437-057-6.
- Привалов К. Б. Дом Божий. Люди и храмы. — М.: Международные отношения, 2020. — 456 с. 3000 экз. — ISBN 978-5-7133-1656-3.
- Привалов К. Б. Яды. Полная история. — М.: Издательство АСТ, 2021. — 431 с. 3000 экз. ISBN 978-5-17-135799-3.
- Привалов К. Б. Привал без границ. Метаморфозы уходящей натуры. — СПб.: Алетейя, 2021. — 388 с. 1000 экз. ISBN 978-5-00165-286-1

Привалов К.Б. Squad. Час пса. Детективно-эзотерический трактат иронического свойства.  - СПб.: Алетейя. 2025 - 366 с. 1000 экз. ISBN 978-00165-896-2